# سرژ سارگسیان
سِرژ آزاتی سارگسیان (به ارمنی: Սերժ Ազատի Սարգսյան) - (به لاتین: Serzh Azati Sargsyan)، (زاده ۳۰ ژوئن ۱۹۵۴ در استپاناکرت) رئیس‌جمهور پیشین ارمنستان است. او همچنین رئیس فدراسیون شطرنج ارمنستان نیز هست. وی همچنین دارای مدال شجاعت «عقاب طلایی» جمهوری آرتساخ می‌باشد.
او در انتخابات ریاست جمهوری ارمنستان (۲۰۰۸)، با کسب ۵۳ درصد آرا بر رقبای خود پیروز شد. وی تا سال ۲۰۱۸ قدرت را در دست داشت و در پی اعتراضات مردمی در ۲۳ آوریل ۲۰۱۸ استعفا کرد.

## زندگی
سارگسیان تحصیلات متوسطه خود را در شهر قره باغ آذربایجان به پایان رساند و در سال ۱۹۷۱ میلادی به دانشگاه دولتی ایروان راه یافت. او بین سال‌های ۱۹۷۲ تا ۱۹۷۴ خدمت سربازی خود را در اتحاد جماهیر سوسیالیستی شوروی سابق گذارند. سارگسیان در سال ۱۹۷۹ در رشته (زبان‌شناسی) از دانشگاه دولتی ایروان فارغ‌التحصیل شد؛ و در سال ۱۹۷۵ کار خود را در یک کارخانه سازنده قطعات الکتریکی در ایروان آغاز و تا سال ۱۹۷۹ در آنجا مشغول به کار بود. وی در سال ۱۹۸۳ با همسرش ریتا سارگسیان که معلم موسیقی است ازدواج کرد. این زوج صاحب دو دختر هستند.

## زندگی سیاسی
در سال‌های پایانی اتحاد جماهیرشوروی و آغاز جنگ خونین قره‌باغ، سرکیسیان به فرماندهی نیروی مسلح دفاع از قره‌باغ رسید. در طول سال‌های بعد، از این مقام، به وزارت دفاع، و وزارت امنیت ملی، ارمنستان رسید. در سال ۲۰۰۷ با مرگ آندرانیک مارگاریان به مقام نخست‌وزیری رسید و یک سال بعد در ۲۰۰۸ رئیس‌جمهور ارمنستان شد. او این مقام را برای دو دوره تا سال ۲۰۱۸ حفظ کرد. در دوران ریاست جمهوری سرژ سرکیسیان، روابط اقتصادی (عضویت در اتحادیه گمرکی اوراسیا)، سیاسی، نظامی، و امنیتی ارمنستان با روسیه عمیق‌تر شد.
در طول سال‌های زمامداری سارگسیان، نرخ بالای بیکاری، فقر، فساد و نابرابری‌های اجتماعی باعث مشکلات و نارضایتی‌های بسیار شد؛ زیرا بیکاری و فقر فراگیر سبب مهاجرت گسترده شهروندان این کشور به خارج از کشور و به ویژه به روسیه شده‌است. هم‌اکنون، شمار جمعیت ارامنه در روسیه بیشتر مردم داخل ارمنستان است. از سوی دیگر، بسیاری از روستاهای کشور، از جمعیت خالی شده یا تنها سالخوردگان در آ زندگی می‌کنند.
در سال ۲۰۱۵ با برگزاری همه‌پرسی، نظام ریاست‌جمهوری کشور را به نظام پارلمانی تغییر داد. بر اساس این نظام جدید، نخست‌وزیر ارمنستان از قدرت بالایی برخوردار خواهد بود و رئیس‌جمهور مقامی تشریفاتی داشت. او در زمان همه‌پرسی، به رای‌دهندگان قول داد که در نظام پارلمانی آینده، هیچگاه خود را کاندید مقام نخست‌وزیری نکند. اما با پایان دوره دوم ریاست جمهوری در سال ۲۰۱۸، از سوی حزب جمهوری‌خواه و با حمایت حزب ملی‌گرای «داشناک سوتون» خود را کاندید مقام نخست‌وزیری کرد و در انتخابات پیروز شد. این موضوع باعث بروز اعتراض عملی ناراضیان جوان، به حاشیه رانده شدگان شد. او در ابتدا از واگذاری مقام نخست‌وزیری امتناع کرد. اما با تدام اعتراضات، در ۲۳ آوریل ۲۰۱۸ از این مقام استعفا کرده و در ۸ مه، نیکول پاشینیان (رهبر مخالفان) به نخست‌وزیری رسید.

## گاهشمار زندگی سیاسی
- بین سال‌های ۱۹۷۹ تا ۱۹۸۸ به عنوان دبیر دوم کمیته جوانان حزب کمونیست ارمنستان در شهر استپاناکرت فعالیت داشت. بعدها به عنوان دبیر اول بخش تبلیغاتی حزب کمونیست مشغول به کار شد. سپس قبل از جنگ دوم قره باغ به عنوان دستیار اول هنریک بوغوسیان رهبر کمیته محلی جمهوری آرتساخ جعلی درآمد.
- از سال ۱۹۸۹ تا ۱۹۹۳ به عنوان رئیس کمیته نیروهای خودمختار قره‌باغ مشغول به فعالیت شد.
- در سال ۱۹۹۰ به عنوان نماینده شورای عالی ارمنستان انتخاب شد.
- از سال ۱۹۹۳ تا ۱۹۹۵ وزیر دفاع جمهوری ارمنستان بود.
- از سال ۱۹۹۵ تا ۱۹۹۶ به عنوان رهبر واحد امنیت دولت ارمنستان و بعدها به عنوان وزیر امنیت ملی انتخاب شد.
- از سال ۱۹۹۶ تا ۱۹۹۹ به عنوان وزیر امنیت ملی و امنیت داخلی جمهوری ارمنستان فعالیت می‌کرد و در سال ۱۹۹۹ مسئول امنیت ملی دولت ارمنستان شد.
- از سال ۱۹۹۹ تا ۲۰۰۰ به عنوان رئیس دفتر ریاست جمهوری ارمنستان شد.
- از سال ۱۹۹۹ تا ۲۰۰۷ به عنوان دبیر امنیت ملی ارمنستان که فرمان آن از طرف رئیس‌جمهوری ارمنستان ابلاغ می‌شود انتخاب شد.
- از سال ۲۰۰۰ تا ۲۰۰۷ وزیر دفاع جمهوری ارمنستان بود.
- در ۴ آوریل ۲۰۰۷ و در زمان ریاست جمهوری روبرت کوچاریان به عنوان نخست‌وزیر جمهوری ارمنستان انتخاب شد.
- در ۷ ژوئن ۲۰۰۷ بعد از انتخابات پارلمانی دوباره به عنوان نخست‌وزیر انتخاب شد.
- از سال ۲۰۰۶ عضو حزب جمهوری‌خواه ارمنستان بوده و از سال ۲۰۰۷ به عنوان رئیس شورای حزب جمهوری ارمنستان برگزیده شده‌است.